# Backstreet Boys
Backstreet Boys (đôi khi còn được gọi là BSB) là một ban nhạc của Hoa Kỳ đã từng được đề cử giải Grammy. Backstreet Boys đã từng đứng thứ 12 trong top 40 của bảng xếp hạng Billboard Hot 100 của Mỹ và bán được trên 130 triệu album trên toàn thế giới, riêng tại Mỹ là 38 triệu album, là ban nhạc nam bán được nhiều album nhất thế giới và kiếm được nhiều tiền nhất thế giới từ năm 1997 đến 2005 (khoảng 533,1 triệu USD).
Sau khi trở lại với thế giới âm nhạc năm 2005, phong cách hát của họ thay đổi thành nhạc kịch kết hợp với các nhạc cụ âm nhạc (có một vài bài thành viên của nhóm tự chơi) và âm thanh guitar của nhạc pop rock. Nhóm có năm thành viên là Nick Carter, Howie Dorough, Brian Littrell, A. J. McLean và Kevin Richardson. Ngày 6 tháng 6 năm 2006, Kevin tuyên bố rời nhóm, bốn thành viên còn lại vẫn tiếp tục hát nhóm. Ngày 29 tháng 4 năm 2012, sau sáu năm tách ra solo, Kevin Richardson đã trở lại cùng những người anh em đã gắn bó cùng anh.
Backstreet Boys đã bán hơn 130 triệu đĩa nhạc trên toàn thế giới và trở thành ban nhạc có lượng đĩa bán chạy nhất mọi thời đại. Theo Billboard, họ là ban nhạc đầu tiên sau ban Led Zeppelin có 10 album đầu tiên lọt vào top 10 trên Billboard 200.

## Quá trình hoạt động

### Quá trình thành lập
Howie và AJ là người Orlando, Florida, họ học chung lớp thanh nhạc với nhau. Sau đó họ kết nạp Nick Carter (đến từ New York) thành một ban nhạc 3 người.
Kevin và Brian là anh em họ hàng với nhau ở bang Kentucky. Kevin đến Orlando vào năm 1990, gia nhập vào nhóm hát của Howie, AJ và Nick tạo thành nhóm 4 người.
Đến năm 1993, Brian cũng chuyển đến Orlando, gia nhập thành nhóm 5 người. Đây là thời điểm Backstreet Boy chính thức được thành lập. Cái tên Backstreet được đặt theo tên khu chợ Backstreet (Backstreet Market) ở Orlando.

### Những năm đầu hoạt động: 1993-1996
Backstreet Boys có buổi biểu diễn đầu tiên tại SeaWorld Orlando vào ngày 8 tháng 5 năm 1993.  Sau đó, nhóm tiếp tục biểu diễn ở nhiều địa điểm khác nhau trong suốt mùa hè năm 1993, từ trung tâm mua sắm, nhà hàng, đến một buổi dạ tiệc từ thiện nổi tiếng ở Fort Lauderdale, Florida.
Vào cuối tháng 12 năm 1994, nhóm bay đến Thụy Điển để thu âm một số bài hát với Max Martin và Denniz PoP, bao gồm "We've Got It Goin 'On", đây là đĩa đơn đầu tiên của họ và hoàn thành công việc của họ vào tháng 1 năm 1995.  "We've Got It Goin 'On" được gửi đến đài phát thanh vào tháng 8 năm 1995 và phát hành dưới dạng đĩa đơn vật lý vào ngày 5 tháng 9. Ở Bắc Mỹ, Mix 96 ở Montreal đã phá vỡ nhóm sau khi các lập trình viên nghe thấy nó trên đài phát thanh ở châu Âu.. Bài hát đã thành công nhỏ ở Hoa Kỳ, chỉ đạt vị trí thứ 69 vào tháng 12 năm 1995, nhưng lại lọt vào top 5 ở Đức, Thụy Sĩ, Áo, Pháp và Hà Lan. Thành công ở châu Âu nên họ quyết định tổ chức một chuyến lưu diễn mùa hè và chuyển hướng quảng bá hình ảnh ở châu Âu.
Tháng 5 năm 1996, nhóm phát hành album đầu tiên mang tên mình Backstreet Boys bản quốc tế nhưng phải đến năm tháng 5 năm 1997 album này mới được phát hành ở quê nhà Mỹ.

### Đột phá ở Hoa Kỳ: 1997-1999
Vào năm 1997, quay trở lại với vị trí ban nhạc pop hàng đầu tại Mỹ, cùng Spice Girls và Hanson. Jive và Pearlman đã quyết định đưa những thành viên của Backstreet Boys trở lại đất nước sau khi nhóm đã bán được 8,5 triệu đĩa trên toàn thế giới. Họ bắt đầu thu âm album thứ hai của mình, Backstreet's Back, ra bài hát "Quit Playing Games With My Heart" vào tháng 8. Trùng khớp với thời điểm ra album thứ hai, ban nhạc này đã phát hành một album có vị trí cao tại Mỹ tập hợp các bài hát thành công ở 2 album trước. Họ đã có thứ hạng cao tại bảng xếp hạng của Mỹ, đứng thứ nhất tại Đức, Na Uy, Thuỵ Sĩ, Phần Lan, Áo. Hai album của họ, bao gồm phiên bản quốc tế và phiên bản Mỹ, đã bán được 28 triệu bản trên toàn cầu, trong đó có 14 triệu bản tại Mỹ.
Vào tháng 12 năm 1997, nhóm đã lưu diễn trên 60 thành phố của 20 quốc gia.
Năm 1997, Littrell kiện cáo chống lại Lou Pearlman, bởi ông ta đã lấy đi một phần thu nhập chưa dùng đến của nhóm (75%), chỉ để lại cho nhóm một khoản tiền công khai đủ để sống sau khi nhóm đã tin tưởng để sáng tác và trình diễn khi được phân chia. Luật sư cũng khẳng định rằng Pearlman đã giấu đi và lạm dụng số tiền nhận được từ nhóm, và nhắc đến một việc tương tự đáng chú ý của nhóm nhạc *NSYNC. Trường hợp này đã được giải quyết vào năm 1998.
Cũng năm 1998, Littrell trải qua một ca phẫu thuật tim khi nhóm đang trong tour diễn đắt khách tại 39 thành phố của Mỹ, với sự yêu cầu cương quyết của bạn gái anh sau này (hiện tại là vợ Littrell) Leighanne Wallace; anh đã có 2 lần hoãn lại cuộc phẫu thuật trước đó. Anh đã phải đấu tranh với bệnh tim từ nhỏ, hầu như là khi mới 4 tuổi do nhiễm một loại vi khuẩn. Một thời gian ngắn sau đó, Backstreet Boys đã huỷ buổi xuất hiện ở Minnesota khi chị(em) gái của Howie Dorough qua đời vì vì bệnh lupus. Vào tháng 10 năm 1998, ban nhạc đã nhận được chìa khóa của thành phố từ thị trưởng của Orlando trong vinh dự bởi chương trình làm giảm bớt thiệt hại của cơn bão.
Ngày 17 tháng 2 năm 1999, các chàng trai nhận được chứng nhận kim cương đầu tiên từ RIAA với 10 triệu bản album. Vào thời gian đó, họ đã thuê một đội quản lý mới gọi là The Firm, nổi tiếng trong quản lý ban nhạc, gồm có Limp Bizkit và Korn. Theo đội quản lý mới, Backstreet Boys tiếp tục kiện Pearlman một vài lần nữa, cho đến khi ông ta chịu giải quyết theo thời hạn một cách có thiện chí với nhóm. Để đội quản lý Firm bắt đầu làm việc, Backstreet Boys đã trả tiền vốn của Pearlman cho nhóm.

### Millennium: album tiếp theo năm 1999-2000
Vào ngày 18 tháng năm, 1999, Backstreet Boys phát hành album Millennium, đã bán được trên 1.13 triệu bản ngay tuần đầu tiên, vào thời gian đó, bản thu âm đó bán rất chạy và đạt kỷ lục cho đến tháng 4 năm 2000, khi album thứ 2 của N'Sync, No Strings Attached bán được 2.4 triệu bản trong tuần đầu tiên. Millennium cũng là một trong những album bán chạy nhất trong tuần thứ 2, thứ 3. Rolling Stone thông báo rằng số lượng bản bán ra có thể còn nhiều hơn nếu những cửa hàng đĩa không hết sạch đĩa. Album đã vượt trội hẳn trên các bảng xếp hạng của toàn thế giới, là album được bán nhiều nhất tại 25 quốc gia. Nó đã được công nhận 11 lần nhận giải Bạch Kim vào ngày 22 tháng 12 năm 1999, và bán được 40 triệu bản trên toàn thế giới. Bài hát đầu tiên "I Want It That Way" là một bài hát nổi tiếng, đứng thứ nhất trên 18 nước. Tổng cộng, nhóm đã nhận được giải thưởng đĩa Vàng và Bạch Kim tại 45 nước, và album thứ hai của nhóm được đề cử tới 5 giải Grammy, trong đó có giải Album của năm. Vào tháng 8, Backstreet Boys đã lưu diễn tại 39 thành phố chỉ trong vòng một ngày. Buổi trình diễn đã bán được trên 765.000 vé trong vòng vài giờ, và cũng bán hết vé của tất cả 53 ngày lưu diễn trong tháng 9. Tour diễn thu hút trên 2 triệu fan hâm mộ, bản thu âm cũng thu hút một lượng lớn nhất người nghe tại nhà.
Ấn tượng bởi những thành công của Backstreet Boys, Sony BMG, sở hữu 20% công ty mẹ (Jive), đã mua được phần còn lại của công ty với 3 tỷ USD, cái giá cao nhất cho một công ty thu âm độc lập. Trong khi chờ đợi, The Firm đã thương lượng được 10 triệu USD trả cho việc thu âm và trình diễn từ Jive và việc sáng lập Clear Channel. Cũng vào cuối năm 1999, Backstreet Boys đối mặt với vấn đề mới khi phải công bố bản hợp đồng không có hiệu lực đã ký với Jive, nhanh chóng trở thành một trong những thương vụ thu âm lớn nhất, giá trị lên đến khoảng 60 triệu USD với Jive.
Năm 2000, Backstreet Boys vinh dự có những trang nói về album mới phát hành Millennium trên tạp chí Rolling Stone. Burger King đã làm một sự giao dịch với Backstreet Boys cho tour quảng cáo, video, và CD không phát hành, chỉ có thể kiếm được ở những nhà hàng của Burger King vào tháng 8 và 9.
Vào tháng 2, Littrell và Richardson đã xác nhận hứa hôn của họ với vợ chưa cưới.

### Black & Blue: 2000-2001
Vào tháng 11 năm 2000, nhóm đã phát hành album mới, Black & Blue, với ý tưởng đặt tên cho album đến từ Brian khi họ đến Los Angeles để chụp ảnh. Họ đề mặc đồ đen và đứng trước một nền màu xanh và Brian gợi ý đặt tên album là Black & Blue. Để sáng tác và thu âm Black & Blue, nhóm đã đi khắp thế giới trong 100 giờ đến Thụy Điển, Nhật Bản, Australia, Nam Phi, Brasil và Mỹ; trong đó có 55 giờ dành cho việc di chuyển và 45 giờ xuất hiện trước công chúng. Album bắt đầu bằng việc bán được 1.6 triệu bản tuần đầu tiên tại Mỹ. Họ trở thành ban nhạc đầu tiên bán được 2 album với con số triệu bản ngay tuần đầu tiên. Vào tháng 11, Black & Blue trở thành một bản thu âm bán chạy kỷ lục thế giới trong tuần đầu tiên với hơn 5 triệu bản được bán ra trên toàn thế giới. Album Black & Blue có 13 bài hát - đặc biệt có 6 bài được viết bởi các thành viên của nhóm, gồm có 2 bài do cả năm thành viên của nhóm viết. Album đã giành được giải Bạch Kim của hơn 30 nước và giải Đĩa Vàng trên 10 vùng trên thế giới trong tuần đầu tiên phát hành. Cũng trong tuần đó, bài hát đầu tiên của Black & Blue "Shape of My Heart" đã lọt vào Top 40 tại Mỹ. Trong lúc đó ở nước ngoài, bài hát ngay lập tức nhảy lên Top 5 tại các nước: xếp thứ nhất tại Thuỵ Điển, Na Uy, Canada, thứ 2 tại Đức, thứ 4 tại Thụy Sĩ, thứ 5 tại Áo, Hà Lan và đã bán được trên 24 triệu bản toàn thế giới. Cuối năm 2000, McLean đã lần đầu tiên sử dụng cocaine khi quay video "The Call". Đĩa đơn thứ hai "The Call" đã ở trong Bảng xếp hạng Top 10 của Anh, và bài hát thứ 3, "More Than That" đứng trong Top 20.
Vào năm 2001, Backstreet Boys bắt đầu bước chân đầu tiên của họ trong tour diễn "2001 Black & Blue World Tour", tour diễn mà họ đã biểu diễn ở cả năm châu lục trong vòng 100 giờ. Buổi biểu diễn cũng đạt kỷ lục về phí sản xuất. Tour diễn là chương trình đặc biệt của CBS TV, The Backstreet Boys: Larger Than Life. Trùng khớp với chương tình đặc biệt này, TV Guide phát hành sáu bức ảnh, 5 bức ảnh cá nhân và 1 của cả nhóm.
Bước thứ hai là Tour diễn mùa hè của Black & Blue được đặt vào lúc có thông báo rằng A.J. McLean đã chấp nhận đi cai nghiện, sau khi Richardson đã có sự can thiệp với anh ở Boston. Tour diễn đã bị hoãn lại cho đến tháng 9. Vào ngày 11 tháng 9 năm 2001, Daniel Lee, một thành viên không chính thức của nhóm bị sát hại sau một cuộc tấn công. Anh đã dành thời gian trong tour diễn để từ Boston đến Los Angeles để gặp người vợ đang mang thai. Cái chết đó là nguyên nhân sự hoãn lại các tour diễn ra nước ngoài của nhóm. Do vụ tấn công ở New York, Backstreet Boys đã biểu diễn tại chương trình dự kiến tối hôm đó tại Toronto, và họ chỉ biểu diễn cho khoảng 5000 fan hâm mộ.

### The Hits: Chapter One — Greatest Hits: 2001-2002
Vào tháng 11 năm 2001, nhóm phát hành The Hits: Chapter One, với những bài hát hay nhất họ từng hát. Những thành viên ban nhạc nói họ không bằng lòng và cảm thấy quá sớm vì thành tích của họ chưa đủ cho một bộ sưu tập "những bài hát thành công nhất", và nó sẽ làm hỏng dự định lâu dài của họ khi tổ chức lễ kỷ niệm 10 năm thành lập của nhóm vào năm 2003 với một album phát hành. Bản thu âm đã bán được hơn 6 triệu bản trên toàn thế giới và một bài hát đứng trong top 10 của nhiều quốc gia trên thế giới: "Drowning". Họ đã biểu diễn tại Chương trình "United We Stand" tại Washington, D.C. cũng như "The Concert for New York City" (hai buổi biểu diễn quyên góp cho những bệnh nhân vào ngày 11 tháng 9) và là một phần của chương trình All Star Tribute với bài hát "What's Going On" (với sự tiếp tục là những trẻ em mắc AIDS và nạn nhân vụ khủng bố 11 tháng 9). Cuối năm 2001 đến năm 2002, nhóm bắt đầu tan rã với không một bài hát mới nào được thu âm hay phát hành.

### Sự gián đoạn: 2002-2004
Năm 2002, ban nhạc đã thể hiện mong muốn lớn được rời công ty quản lý của họ, The Firm. Nick Carter là người còn lại chọn The Firm để quản lý cho sự nghiệp hát đơn ca của mình. Rõ ràng rằng đó là lý do cho sự không phản đối về việc Backstreet Boys rời đi và sự ra đi không mong đợi này ảnh hưởng đến ban nhạc dẫn đến sự tan vỡ. Đã tiêu tốn rất nhiều tiền cho việc thu âm album "bom tấn", Jive, theo những người quan sát, không còn sự lựa chọn nào khác phải phát hành album solo của Carter vào cuối năm, và sau đó là album tiếp theo của Backstreet Boys, phải trả tiền vào đầu năm 2003.
Năm 2002, album solo của Nick Carter, Now or Never được phát hành. Album đã đứng thứ 17 trong Top Billboard 200 và nhận được giải vàng.
Mối quan hệ của nhóm với Jive trở nên tồi tệ hơn khi Backstreet Boys sắp xếp một vụ kiện lên đến 75-100 triệu USD chống lại công ty Zomba (Jive là công ty mẹ) vì sự vi phạm hợp đồng. Nhóm phát biểu rằng việc đẩy mạnh nhãn hiệu album của Nick Carter, Now or Never để chi phí cho nhóm trong album thứ tư. According to the suit, tháng 11 năm 1999 in tháng 11 năm 1999, Backstreet Boys đã xem xét lại bản hợp đồng năm 1994 của họ và giao lại hai album trong dự định cho nhóm Zomba. Sự trao đổi để giải thoát họ là một phần của danh mục định trước, nhóm sẽ nhận được một khoản tiền không hoàn trả lớn để chống lại về bản quyền trong tương lai. 
Tháng 11, 2002, vợ của Brian, Leighanne đã sinh đưa con đầu lòng, Baylee Thomas Wylee Littrell. Vào tháng 12 năm 2003, McLean xuất hiện trong chương trình của Oprah Winfrey, ở đó anh đã lần đầu tiên nói trước công chúng về việc anh đã nghiện rượu và ma tuý, và sự đấu tranh của anh để có thể trở lại nổi tiếng. Thành viên ban nhạc đã gây bất ngờ cho anh bằng việc đến ủng hộ anh. Đó là lần đầu tiên xuất hiện đầy đủ trước công chúng của Backstreet Boys sau gần hai năm. Ban nhạc bắt đầu cải thiện và giải hoà những bất đồng để bắt đầu cho việc thu âm một album đánh dấu sự trở lại của nhóm.
Vào năm 2004, Backstreet Boys bắt đầu cùng nhau trình diễn để xúc tiến sự trở lại của nhóm vào thị trường âm nhạc. Vào tháng 9, nhóm tổ chức một tour diễn nhỏ đến châu Á: Bắc Kinh, Thượng Hải, Tokyo và Manila. Theo sự thành công của tour diễn này, họ tiếp tục đến México, thăm Mexico City và Monterrey, biểu diễn tất cả phong cách mới. Sự đổi mới thú vị đó đã có được sự quan tâm và được phát thành một bộ phim tài liệu truyền hình dài tập nói về Backstreet Boys trên VH1's: Behind The Music.

### Never Gone: 2005
Sau 3 năm ngừng hoạt động, single của họ, "Incomplete", được phát trên radio vào ngày 28 tháng 3 năm 2005. Album được đặt tên sau một bài hát trong album thương tiếc khi cha của Kevin Richardson qua đời. điều đó đã tác động làm thay đổi phong cách nhạc, và họ đã nhận một sự không hài lòng từ các nhà phê bình như ở tạp chí Rolling Stone, khi chỉ cho 1 sao.
Ngày 14 tháng 6 năm 2005, Backstreet Boys phát hành album đánh dấu sự trở lại: Never Gone, album mà họ đã tốn một năm để ghi âm. Album đứng thứ 3 trong bảng xếp hạng của Mỹ ngay tuần đầu tiên với 291.000 bản và đạt vị trí thứ nhất tại Nhật Bản, Pakistan, Đức, Ấn Độ, Chile, Brasil và Hàn Quốc. Cũng trong năm đó, bài hát của Brian Littrell "In Christ Alone" đứng thứ nhất trong bảng xếp hạng US Christian Charts. Backstreet Boys bước đầu bắt đầu tour diễn của họ vào tháng 6 tại bờ biển West Palm, Florida. Đó là tour diễn đầu tiên tại Úc của họ.
Never Gone nhận được đĩa Bạch kim tại Mỹ và 4 bài hát đã được phát hành từ album. Single đầu tiên là "Incomplete", thứ hai "Just Want You to Know", và single thứ 3: "Crawling Back to You" ở Mỹ và "I Still...", quốc tế. Never Gone đã bán được 10 triệu bản trên toàn thế giới.
Single thứ hai của Backstreet Boys "Just Want You to Know" đứng trong Top 10 của Anh, nhưng lại không thành công tại Mỹ. Nó là một trong những màn trình diễn yếu kém nhất tại Mỹ, chỉ đứng thứ 70 trong Top Billboard Hot 100 chart. Single "I Still..." tiếp tục đứng thứ nhất tại bảng xếp hạng những single quốc tế ở Nhật Bản với 200.000 bản được bán, là bài hát nước ngoài đầu tiên đứng thứ nhất trong lịch sử Nhật Bản. Bài hát "Crawling Back to You" đứng thứ 30 trong Billboard Adult Contemporary charts.
Vào tháng 2 năm 2006, Brian Littrell phát hành album solo đầu tiên Welcome Home với tựa đề chính là tên single đầu tiên. Cả album và single đều đứng top 3 trong Billboard Christian Charts.
Ngày 23 tháng 6 năm 2006, theo thông báo trên trang chủ của nhóm, Kevin Richardson quyết định rời nhóm để theo đuổi những sở thích cá nhân khác. Trong lúc chưa xác định được định hướng tiếp theo cho nghề nghiệp của mình, Kevin đã phát biểu:
| “ | Mười ba năm qua chỉ có thể xem như giấc mơ đã thành hiện thực, tôi đã quyết định rằng đây là lúc rời khỏi Backstreett Boys. Đối với tôi, đây thật sự là một quyết định vô cùng khó khăn, nhưng điều này là cần thiết để tôi bước những bước tiếp theo trong đời mình. | ” |

18 tiếng đồng hồ sau sự ra đi của Kevin, BSB bắt đầu ghi âm album mới vào ngày 25 tháng 6 năm 2006, dự kiến sẽ phát hành vào một năm sau đó.
Backstreet Boys đã chúc anh có thật nhiều may mắn trong tương lai. Họ không có kế hoạch đưa anh trở lại và nói rằng anh ấy sẽ luôn được chào đón nếu muốn quay về. Kể từ đó, Kevin đã cùng với một luật sư trẻ, Billy Flynn sống tại Chicago có một lễ đính ước nhỏ tại Toronto, Canada cuối năm 2006.

### Unbreakable: 2007-2008
Album thứ sáu của Backstreet Boys bao gồm nhiều phong cách nhạc khác nhau, kết hợp phong cách nhạc R&B giữa những năm 90 trước kia của họ và điểm mới là guitar mang âm thanh của nhạc pop/rock.
Nhóm phát hành album quốc tế thứ sáu của họ Unbreakable, trong ngày 30 tháng 10 năm 2007. Album này là sự tiếp tục của Never Gone năm 2005 và là kết quả đầu tiên đạt được sau sự ra đi của Richardson.
Vào ngày 25 tháng 7, bài hát đầu tiên được trình diễn là "Inconsolable" được hát với piano với phong cách ballad tương tự như "Never Gone" và "Incomplete". Bài hát đã được chiếu trên radio vào ngày 27 tháng 8. "Inconsolable" được viết và sản xuất bởi Emanuel Kiriakou, hợp tác với Nick Lachey "What's Left Of Me" và Katharine McPhee "Ordinary World", và còn được viết bởi Lindy Robbins và Jess Cates. Nó đã đứng thứ nhất trong ngày 6 tháng 8 theo thông tin của Jive tại Z-100, một kênh radio nhạc Pop của New York.
"Helpless When She Smiles" là bài hát tiếp theo được phát hành của Unbreakable. Nó ngay lập tức được WKSS tại Hartford, CT phát. Thông tin này được nhóm chính thức xác nhận tại show diễn The Ellen DeGeneres. Single có thể nghe trên iTunes và nó sẽ được phát hành vào tháng 1 với đĩa CD tiêu chuẩn.
"Everything But Mine" là track thứ hai của album được công nhận là bài hát thứ ba được thu âm. Nó được xác nhận chính thức bởi Nick Carter và AJ McLean trong một cuộc phỏng vấn cho tạp chí âm nhạc.
Album này đặc biệt nhận được sự chuẩn bị rất tốt cho sự trở lại của Backstreet Boys sau album Never Gone. Nó vẫn đi theo sự thay đổi phong cách nhạc của họ ở album trước, album mà đã nhận được sự từ chối từ các nhà phê bình. Entertainment Weekly cho album một điểm "B-", điểm cao nhất từ EW cho một album của Backstreet Boys kể từ Millennium. Trang web SputnikMusic.com phát biểu "Với những bài hát của mình, Unbreakable có thể trở thành album của năm" và tiến đến cho album một điểm 4(xuất sắc). Một nhà phê bình của Associated Content, David Nemecek đã nhận xét "The Backstreet Boys đã quay trở lại với một album tuyệt vời" và cho điểm 8 trên 10. Trang About.com cũng gửi album điểm 4 trên 5 sao, cùng với những lời nhận xét, " Nếu bạn đang tìm kiếm một album với hoàn toàn chất pop, bạn không thể làm tốt hơn với Unbreakable."
Tuy album nhận được sự khen ngợi từ các nhà phê bình, nó lại không thành công như album trước, Never Gone. Unbreakable đứng thứ 7 tại Top Billboard 200, bán được 81.000 bản trong tuần đầu phát hành. Hai tuần sau, album ra khỏi top 100. Việc không bán được album có thể một phần do màn trình diễn không tốt single "Inconsolable" tại Mỹ, khi chỉ đứng thứ 86 trong top The Billboard Hot 100. Tuy nhiên, nó có vị trí cao tại các nước khác, đứng thứ nhất tại Nhật Bản trong vài tuần.

### This Is Us: 2009 - 2013
Album thứ bảy của nhóm phát hành vào tháng 10/2009 trên toàn thế giới. Nhóm nhạc làm việc với khá nhiều tên tuổi lớn như Max Martin, Lady Gaga, OneRepublic, ca sĩ Ryan Tedder, RedOne, Ne-Yo, Brian Kennedy, Jazze Pha, Pitbull, Claude Kelly, Akon, Jim Jonsin, Eddie Galan, T-Pain, Rami Yacoub, Kristian Lundin... Đây cũng là album thứ 2 kể từ khi ban nhạc trở thành ban nhạc 4 thành viên. Album được phát hành chính thức tại Nhật vào ngày 30/09/2009 bởi Sony Music Japan, tại Anh vào ngày 05/10 bởi RCA và tại Mỹ vào ngày 06/10 bởi Jive Records.
Album đã giành được vị trí thứ 9 trong bảng hạng US Billboard 200, tiêu thụ 42.000 bản trong tuần phát hành đầu tiên. Album leo lên vị trí thứ hai trong bảng xếp hạng Nhật Bản và được chứng nhận đĩa bạch kim sau khi lượng tiêu thụ đạt 250.000 bản.
Ngày 27 tháng 8 năm 2009, đĩa đơn đầu tiên mang tên "Straight Though My Heart" được phát hành. Bài hát đã không lọt vào bảng xếp hạng Billboard Hot 100 nhưng đứng ở vị trí thứ 18 trên bảng Billboard Hot Dance Club Songs, và giành được vị trí số 1 tại Đài Loan, thứ 3 tại Nhật Bản, thứ 5 tại Tây Ban Nha, thứ 19 tại Canada, thứ 72 tại Anh.

### In a World Like This: 2013 - 2015
Nhóm Backstreet Boys tổ chức buổi lễ kỷ niệm 20 năm thành lập vào ngày 20/4/2013 cùng với các fan hâm mộ trong một sự kiện tại nhà hát Fonda, Los Angeles. Sau đó hai ngày, nhóm được tặng ngôi sao trên Đại lộ Danh vọng và ngày 22/4/2013 được tuyên bố là ngày Backstreet Boys tại Hollywood. Ngoài ra, để chào mừng những cột mốc quan trọng trong sự nghiệp, Backstreet Boys từng cho biết họ sẽ cho ra mắt một bộ phim tài liệu về chính mình và mời đạo diễn Stephen Kijak chỉ đạo sản xuất. Tháng 5 năm 2013, nhóm bắt tay vào tour diễn kỷ niệm 20 năm thành lập, mang tên chính thức là In A World Like This Tour. Chuyến lưu diễn kéo dài hơn hai năm, bao gồm hơn 170 chương trình ở Bắc Mỹ, Nam Mỹ, Châu Âu, Châu Á, Australia và Trung Đông. Chuyến lưu diễn này xếp thứ hạng 44 các tour diễn vòng quanh thế giới trong năm 2014 với tổng doanh thu 32.8 triệu đô la và doanh số bán vé 607.407 không kể hai năm 2013 và 2015.
"In a World Like This", đĩa đơn đầu tiên và là ca khúc chủ đề từ album phòng thu thứ 8 của họ được phát hành vào ngày 25 tháng 6 năm 2013 và phát sóng trên radio vào ngày 22 tháng 7. Album đã được phát hành ở Mỹ vào ngày 30 tháng 7 năm 2013 và ở các quốc gia khác sau đó. Đây là album độc lập đầu tiên của nhóm, phát hành dưới nhãn hiệu riêng của họ, K-BAHN. Nó đạt vị trí cao nhất top 5 tại Hoa Kỳ, Canada, Hà Lan, Đức, Thụy Sĩ, Tây Ban Nha, Đài Loan và Nhật Bản và tiêu thụ được 800.000 bản vào tháng 1 năm 2015. Nhóm tiếp tục cho ra mắt đĩa đơn thứ 2 "Show 'Em (What You're Made Of)" vào ngày 18 tháng 11 năm 2013
Năm 2013, nhóm đã xuất hiện với tư cách khách mời trong bộ phim "This Is the End" và biểu diễn ca khúc "Everybody (Backstreet's Back)" là một soundtrack trong bộ phim và thu được giải thưởng "Best Musical Moment" tại MTV Movie Awards 2014. Vào tháng 12 năm 2013, họ đã trình diễn hai ca khúc thuộc chủ đề giáng sinh trong chương trình "Christmas in Washington" hàng năm có sự tham dự của Tổng thống Hoa Kỳ Barrack Obama cùng gia đình
Ngày 24 tháng 3 năm 2014, các thành viên Backstreet Boys đã ra tòa vì khiếu nại của họ với người quản lý cũ của họ là Lou Pearlman. Nhóm cáo buộc rằng Pearlman vẫn còn nợ họ 3.451.456,04 đô la và bồi thường 87.728,58 đô la lệ phí pháp lý để đưa ông ra tòa trong nhiều năm. Nhưng đầu tháng đó, nhóm thông báo tình trạng xung đột lịch trình và thảo luận về việc trì hoãn điều trần lên 90 ngày. Vào ngày 21 tháng 10 năm 2014, nhóm đã nhận được khoản thanh toán 99.000 đô la Mỹ bằng tiền mặt, 34 băng cuộn băng âm thanh, 26 đĩa CD, bảy băng ghi âm thanh tấu, sáu poster áp phích, ba băng cassette và một băng VHS. Các bản ghi âm bao gồm một số bản phối, bản trình diễn và tài liệu gốc chưa được phát hành.
Bộ phim tài liệu của họ với tựa đề "Backstreet Boys: Show 'Em What You're Made Of" đã được phát hành tại các rạp và trực tuyến trên Internet vào ngày 30/01/2015 tại Mỹ, vào ngày 26/02 tại Châu Âu, vào ngày 28/3 trên toàn thế giới. Bộ phim kể về toàn bộ hành trình sự nghiệp của năm chàng trai từ lúc bắt đầu thành lập nhóm đến quá trình thực hiện album "In A World Like This" năm 2013.
Vào ngày 10 tháng 4 năm 2015, hai thành viên của nhóm là Kevin Richardson (ca sĩ) và Brian Littrell đã được giới thiệu vào Kentucky Music Hall of Fame

### 2015 - 2020: Phim Dead 7 cùng album DNA
Vào tháng 8 năm 2015, các thành viên của nhóm là Carter, Dorough và McLean quay một bộ phim được viết bởi Nick Carter mang tên Dead 7. Bộ phim lấy bối cảnh một nhóm tay súng săn nghèo đang chiến đấu trong một thảm họa Zombie sau khải huyền. Phim được công chiếu trên kênh SyFy vào ngày 01/4/2016. Bản sao miễn phí của bài hát chủ đề "In the end" được phát hành vào ngày 28 tháng 3, được thực hiện bởi các thành viên trong nhóm là Nick Carter, A. J. McLean, Howie Dorough cùng Joey Fatone, Chris Kirkpatrick của nhóm N'Sync, Jeff Timmons của nhóm 98 Degrees và Erik-Michael Estrada của nhóm O-Town. DVD chính thức được phát hành ngày 07/6/2016
Vào tháng 10 năm 2015, A. J. McLean tiết lộ rằng nhóm bước vào phòng thu để bắt tay thực hiện album thứ 9 của họ. Mclean cũng cho biết họ đang làm việc với Jacob Kasher người từng làm việc với Britney Spears và Maroon 5. Ban nhạc hy vọng album sẽ hoàn thành trước sự kiện Backstreet Boys Cruise vào tháng 5 năm 2016.
Vào ngày 29 tháng 1 năm 2016, Backstreet Boys là khách mời âm nhạc trong loạt phim Final Undateable của NBC. Sau đó, Carter và McLean hỗ trợ Gigi Hadid tại Lip Sync Battle Vào ngày 19 tháng 8 năm 2016, nhóm phát hành single "God, your mama, and me" cùng với bộ đôi nhạc đồng quê Floria Georgia Line, được lấy từ album thứ ba của họ Dig Your Roots. Bài hát đã lọt vào bảng xếp hạng Hot 100 ở vị trí thứ 92 vào ngày 18/3/2017. Đây là lần đầu tiên nhóm trở lại bảng xếp hạng này từ năm 2007 với ca khúc Inconsolable Album thứ 9 "DNA" được phát hành vào ngày 25 tháng 1 năm 2019.
Đến 2020, họ đã giới thiệu 2 bài hát mới: Chances và No Places, bài này thể hiện tình yêu thương trong gia đình của các ca sĩ như Brian, A.J.,... Dù mới ra mắt, nhưng hai bài này được 8,6 nghìn view trên YouTube. Đây là một bước ngoặt rất lớn trong việc phát hành những đĩa nhạc mới đối với nhân dân Hoa Kỳ.

## Thành tích
- Theo Sách kỷ lục Guinness thế giới, trong năm 2001, "Ban nhạc năm lớn nhất trong lịch sử" là Backstreet Boys khi họ đã bán được 13 triệu bản album Millennium trong tháng 3 năm 2001.
- Theo RIAA, Backstreet Boys đã bán được trên 30 triệu bản trên toàn thế giới 2 đĩa đầu tiên của họ, Backstreet Boys (32 triệu) và Millennium (34 triệu).
- Backstreet Boys là nhóm nhạc duy nhất trong lịch sử của Mỹ có tới 3 giải thưởng Album Kim cương liên tiếp nhau, kỷ niệm khi họ đã bán được trên 10 triệu bản album.
- Thành viên của Backstreet Boys trở thành những nghệ sĩ kiếm được nhiều tiền nhất thế giới từ những buổi trình diễn và bán album với 534 triệu USD theo thông tin từ Jive và tạp chí Celender.
- Backstreet Boys đã có 8 lần trình diễn tại lễ trao giải Grammy năm 2000.
- Backstreet Boys là nhóm nhạc duy nhất nhận được 4 giải thưởng World Music Awards trong vòng 3 năm từ 1999-2001.
- Theo Jive, nhóm là "ban nhạc nam bán được nhiều album nhất mọi thời đại", nhóm đã bán được trên 100 triệu bản album trên toàn thế giới.
- 14 triệu USD là số tiền thu được trong tour diễn "Into The Millennium" năm 1999.
- Backstreet Boys đã bán được tổng cộng 200 triệu cuốn sách.
- "I Want It That Way." Đã đứng thứ 10 trong danh sách những bài nhạc Pop hay nhất của Rolling Stone & Top MTV's 100.
- Backstreet Boys đứng thứ 22 trong Top 500 nghệ sĩ nhạc Pop trong vòng 25 năm trong năm 2005.
- Ban nhạc đã trình diễn bài quốc ca Mỹ tại Super Bowl XXXV ở Tampa, Florida năm 2001.
- Năm 2001, trên một triệu vé cho tour diễn "2001 Black & Blue U.S. Tour" đã được bán trong vòng 24 giờ.
- "I'll Never Break Your Heart" đứng thứ nhất trong phần đầu tiên của những video được yêu cầu trên MTV's Total Request Live năm 1998.
- Năm 1998, Orlando quyết định lấy ngày 7 tháng 10 hằng năm là "ngày Backstreet Boys" trong danh dự bởi chương trình ban nhạc tổ chức giúp đỡ những nạn nhân chịu sự tàn phá của cơn bão đã ủng hộ 250.000 USD cho địa phương.
- Năm 2002, thị trưởng Baltimore, Maryland, chính thức lấy ngày 2 tháng 3 hằng năm là "Ngày Backstreet Boys" kết hợp với sự thoả thuận với các fan của nhóm.
- Tháng 4 năm 2006, Backstreet Boys được hiệp hội thu âm danh dự tặng thưởng cho những thành công và đóng góp của nhóm với nền công nghiệp âm nhạc.

## Thành viên
- Brian Littrell – (1993–nay)
- A. J. McLean – (1993–nay)
- Howie Dorough – (1993–nay)
- Nick Carter – (1993–nay)
- Kevin Richardson – (1993–2006; 2012–nay)

## Danh sách đĩa hát
- Backstreet Boys (1996)
- Backstreet's Back (1997)
- Millennium (1999)
- Black & Blue (2000)
- Never Gone (2005)
- Unbreakable (2007)
- This Is Us (2009)
- In A World Like This (2013)
- DNA (2019)
- Chances 2019)
- No Places (2020)

## Lưu diễn
- We Wanna Be With You Tour (1995–1996)
- Backstreet Boys – Live In Concert Tour – The Space Show (1996–1996)
- Backstreet Boys - Live In Concert Tour - (1996–1997)
- Backstreet's Back Tour (1997–1998)
- Into the Millennium Tour (1999–2000)
- The Black & Blue Tour (2000–2001)
- Up Close & Personal Tour (Tháng 3–tháng 4 năm 2005)
- The Never Gone Tour (2005–2006)
- Unbreakable Tour (2008–2009)
- This Is Us Tour (2009–2011)
- NKOTBSB Tour (Tháng 5–tháng 8 năm 2011)